# We Ended Right
We Ended Right —en español: "Terminamos Bien"— es una canción de pop cantada por Debby Ryan con Chase Ryan y Chad Hively. Fue lanzado digitalmente el 3 de julio de 2011. El sencillo forma parte de la banda sonora de la película 2012 de Disney Channel Radio Rebel.

## Antecedentes
"We Ended Right" es un proyecto de Debby Ryan, su hermano Chase Ryan y su mejor amigo Chad Hively. Chase Ryan y Chad Hively escribieron la canción, pero necesitaban un poco de perspectiva sobre el coro y así fue como Debby fue incluida en la canción. Mientras Debby ayudandaba con el coro, sé dieron cuenta la naturalidad de como sus voces se mezclan en esta canción. Además en 2012 la canción forma parte de la banda sonora de la película Disney Channel que Debby Ryan protagonizó Radio Rebel.

## Lista de canciones
- Descarga digital

1. "We Ended Right" (feat. Chad Hively & Chase Ryan) – 4:05

## Chart
| Chart (2011)                           | Peak position |
| -------------------------------------- | ------------- |
| South Korea (Gaon International Chart) | 147           |

## Historial de lanzamiento
| País           | Fecha              | Formato          | Discográfica      |
| -------------- | ------------------ | ---------------- | ----------------- |
| Estados Unidos | 3 de julio de 2011 | Descarga digital | Ryan River Studio |
| Australia      | 3 de julio de 2011 | Descarga digital | Ryan River Studio |
| Canadá         | 3 de julio de 2011 | Descarga digital | Ryan River Studio |
| Reino Unido    | 3 de julio de 2011 | Descarga digital | Ryan River Studio |